# Bourreria veracruziana
Bourreria veracruziana är en strävbladig växtart som beskrevs av G.Campos och F.Chiang. Bourreria veracruziana ingår i släktet Bourreria och familjen strävbladiga växter. Inga underarter finns listade i Catalogue of Life.